# Hansnes
Hansnes este o localitate din comuna Karlsøy, provincia Troms, Norvegia, cu o suprafață de 0,48 km² și o populație de 457 locuitori (2013).